# Luis Miguélez
Luis Miguélez (Bembibre, 16 de octubre de 1963) es un guitarrista, cantante, compositor y productor musical español. Artista relacionado en un primer momento con la subcultura surgida de la movida madrileña, estuvo vinculado a formaciones muy influyentes en la década de 1980, como Almodóvar y McNamara o Alaska y Dinarama, y posteriormente al artista Fabio McNamara o Juan Tormento entre otros.
Su estilo ha fluctuado desde el glam rock hasta la música pop, centrándose especialmente en su faceta de guitarrista. Con diferentes formaciones, o en solitario, se ha mantenido en activo desde su debut a comienzos de los años 80.

## Biografía

### Años 1980: Almodóvar y McNamara, Alaska y Dinarama y Fanny y Los +
A comienzo de los años 1980, tras abandonar su León natal y recalar en ciudades como Bilbao o Barcelona, empezó colaborando como guitarrista en los conciertos del dúo cabaretero formado por el director de cine Pedro Almodóvar y el polifacético Fabio McNamara: Almodóvar y McNamara.
Tras unos meses en Madrid, donde Miguélez hizo pruebas para cantante de La Mode y estuvo como bajista de Ramoncín, se integra como guitarrista en Alaska y Dinarama uno de los grupos más influyentes de la década. Durante este periodo participa en cuatro discos editados por el grupo liderado por Carlos Berlanga, Alaska y Nacho Canut, desde 1984 hasta su disolución en 1989: Deseo carnal (1984), No es pecado (1986), el recopilatorio Diez (1987) y Fan fatal (1989). Su papel en la formación no se limita a tocar la guitarra, hacer coros o participar en la promoción en programas de televisión. También escribe algunos temas, como Fly Acid Fly, o realiza la programación de teclados.
Simultáneamente crea su propia banda de vida efímera, Fanny y Los +, junto a Fabio McNamara, Juan Tormento y Agustín Querol. En 1986 editan su primer y único mini-LP, homónimo e integrado por seis canciones, que obtiene una escasa repercusión. Producido por Luis Lamas para el sello DRO las canciones están compuestas por McNamara y Miguélez. El trabajo artístico lo realiza el fotógrafo Pablo Pérez-Mínguez.

Aquellos años yo estaba entre conciertos y grabaciones con Alaska y Dinarama pero siempre haciendo música paralelamente con otros artistas, entre otros Javier Furia y Fabio McNamara. Decidimos hacer un grupo juntos con el nombre “Los +” pero finalmente Javier Furia abandona el proyecto. Fabio y yo fuimos a Discos Dro para enseñarles unas maquetas que teníamos grabadas, queríamos saber si les gustaban, conseguir presupuesto para una buena grabación y lanzarnos al estrellato. Efectivamente les gustó y además... para mi sorpresa les gustó cómo estaba! y así en el año 1986 salió al mercado el mini lp “Fanny y los +”. Después de todos estos años cuando escucho el disco pienso que ése sonido ratonero es lo que le da el encanto.
Luis Miguélez, sobre el disco Fanny y los + (1986) 

En 1989 Miguélez produce, junto a Miguel Ángel Arenas, el primer disco de un joven gaditano llamado Alejandro Sánchez Pizarro, que debuta con el nombre artístico de Alejandro Magno. El disco, titulado Los chulos son pa' cuidarlos, fue un fracaso comercial aunque ahora es cotizado porque resultó ser el primer disco de Alejandro Sanz.

### Años 1990: Fangoria, McNamara y experiencias en solitario
Una vez finalizada su participación en Alaska y Dinarama con la disolución del grupo, Luis Miguélez continúa su colaboración con Fangoria, la nueva formación de Alaska y Nacho Canut. Participa en el primer disco de estudio del grupo: Salto Mortal (1990). Rápidamente termina su colaboración y se desvincula de este nuevo grupo aunque firma una de las canciones más conocidas del disco: En mi prisión.
En 1991, bajo el nombre de LuisySexx y posteriormente con el nombre Metálicos el sello Virgin edita Corazón de metal. El título del disco, además de dar nombre a la grabación, es el título de un tema dedicado a Tino Casal. En la grabación se incluye una versión en castellano del tema de Kiss I Was Made for Lovin' You (Estoy Hecho Para Amarte).
A lo largo de los años 1990 compone canciones para artistas como Lola Flores, Alejandro Sanz, Baccara o Niños del Brasil. Una de sus colaboraciones más emblemáticas fue con Serafín Zubiri a quien coescribió, junto a Alfredo Valbuena, la canción que representó a España en el Festival de Eurovisión de 1992: Todo esto es la música. No obstante fue objeto de polémica dada la negativa de las compañías discográficas y de RTVE de enviarles al Festival.

(Serafín Zubiri) no tiene la culpa de nada y sentimos causarle problemas. Estamos indignados (...) ni RTVE, ni la casa discográfica del artista -EMI-, ni la editora musical -Virgin-, nos han invitado a viajar al certamen, siendo nosotros los autores de la música en un festival que, precisamente, es de canciones, no de intérpretes.
Luis Miguélez, sobre su participación en Eurovisión 1992 

En 1995 se edita el primer disco bajo el nombre McNamara: A tutti plein. Después de realizar una autoedición de 1000 ejemplares, vendidos entre amigos y fanes, la discográfica Manzana Records editó este trabajo que no obtuvo el reconocimiento ni la repercusión esperada.

En éste disco colaboran músicos y amigos tocando la batería, bajo, etc… y para el directo, fotos y promoción colaboran Juan Tormento y Carlos Luxor, bajista de Métalicos. Las fotos las hizo Álvaro Villarrubia y durante la sesión nos quedábamos dormidos del colocón, hicimos varios conciertos y siempre recordaré la imagen de Fabio (McNamara) en el escenario durante un concierto en la sala Apolo de Barcelona con todo el cuerpo envuelto en vendas, era lo más! Años más tarde lo imitaba Marilyn Manson
Luis Miguélez, sobre el disco A tutti plein (1995) 

Cierra la década en 1999, editando Guitar Devotion. Disco en solitario de versiones, una de cuyas canciones, How Do You Do?, se empleó como banda sonora de una campaña publicitaria de una compañía telefónica.

### Años 2000: McNamara, Glamour To Kill y experiencias en solitario
En octubre de 2000 junto a Fabio McNamara, retomando por segunda ocasión el nombre de McNamara, publican Rockstation para el sello discográfico propiedad de Miguel Bosé Boozo Music. Disco aclamado por la crítica que incluye un celebrado himno gay Mi correo electrónic...oh! y el tema bailable Gritando amor. Se trata del disco más popular de la trayectoria de Fabio McNamara y, nuevamente, vincula a Luis Miguélez con la música dirigida a un público gay.

En septiembre del 2000 sale el disco y España entera baila al ritmo de “mcna punto mara punto com arroba punto maricón punto con tacón”, nosotros nos quedamos de piedra, no lo podíamos creer. Siempre habíamos hecho discos para minorías, amigos, fans y de repente España con una tolerancia absoluta abría los oídos a nuestra música. Ver a más de cinco mil personas cantando “la coca, la coca, te vuelve medio loca…” o “gritando amor” fue una gran satisfacción y se confirmaba que el pueblo quiere, gusta y le vuelve loco el “Boogie Movie”.
Luis Miguélez, sobre el disco Rockstation (2000) 

Nosotros, ante todo, somos rockeros; siempre lo hemos sido. Y la buena música, la buena pintura, cualquier arte, no tiene sexo, está por encima del género. A nosotros se nos puede catalogar de que somos gays, vale; pero cuando una canción es buena, le puede gustar a todo el mundo, seas gay o seas macho.
Fabio McNamara, sobre el disco Rockstation en la revista Mondosonoro (2001) 

En 2001 se edita otro álbum de culto en su discografía: Alto Standing. Se trata de un disco que recopila canciones compuestas por Miguélez entre los años 1985 y 2000 que son interpretadas por travestís y drag queens muy conocidas en España durante estos años como Psicosis Gonsales, La Prohibida, Diossa y Malizzia o Paranoika Gonsáles. Cabe destacar el reprise de la canción Los chulos son pa' cuidarlos interpretada por La Bella Tatoo y la canción Somos iguales interpretada por Luis Miguélez en cuyo videoclip colaboran las intérpretes del resto del disco.

Las canciones de este disco han sido compuestas y grabadas entre los años 1985 y 2001 con los medios que he tenido a mano en cada momento. No he regrabado ninguna canción porque para mí el valor de este disco es precisamente el sonido sofisticado punk-casero y espontáneo conseguido con cada artista.
Grabarlo a todo lujo significaría romper con la historia de una cultura underground de más de una década (muy bien reflejada por los medios de comunicación, Tv y prensa, pero nunca plasmada en un disco). Porque el concepto real de este disco es precisamente reflejar esa cultura que forma parte de la historia del Cabaret, Rock & Roll, Music-hall, Pop, Soul, Funk, techno, etc... de cada noche en cualquier club
Luis Miguélez, sobre el disco Alto Standing (2001) 

En 2001 decide trasladarse de Madrid a Berlín donde crea junto a Antonio Culebras y Juan Tormento un nuevo proyecto musical: Glamour To Kill. Se trata de una banda de inspiración glam rock con quienes edita dos discos en esta década con la discográfica Subterfuge: Music pour the ratas (2004) y Pecados eléctricos (2006). Obtienen gran popularidad en los mercados anglosajones y Alemania. Con dicha formación irrumpen en el underground berlinés y toma contacto con numerosos artistas, sin dejar de dar conciertos por España y otras periferias. Colabora con gente como Polly Fey, Bianca Fox, Grace Ryan o Peaches.

Oficialmente empezaremos la gira en enero, pero mientras tanto pasaremos por ciudades como San Sebastián, Gijón, Barcelona, Valladolid o Mallorca. También tenemos cosas por Rusia y Alemania, y estamos cerrando actuaciones en otras ciudades como Amsterdam o Londres. Tenemos nuestro propio sello, Records To Kill, que nos hace estar cara a cara con los promotores. Nosotros entregamos un producto acabado a las compañías que son diferentes según el país donde se edita el disco, por ejemplo en España, Portugal, Latinoamérica y Japón es Subterfuge, con los que estamos muy contentos. Así nosotros siempre somos los dueños de todo lo que hacemos y poder controlar GTK en todo momento
Luis Miguélez, sobre Musik Pour The Ratas en Mondosonoro (2004) 

Es más pop-rock que el anterior, no sólo por las canciones, que son mucho más melódicas, sino también por la producción, que es menos sintética. Incluso hemos contado con músicos clásicos. Hay arreglos de orquesta, violas, violines… elementos muy diferentes que hemos incluido en el sonido de la banda.
Juan Tormento, sobre Pecados eléctricos en Mondosonoro (2006) 

En 2007 aparca momentáneamente el grupo Glamour To Kill y bajo el nombre de Luis Miguélez & The Glitters lanza un álbum titulado Glitter Klinik con colaboraciones de Bianca Fox, Miss Fish, The Scandals, Sherry Vine, Mignon y Naughty Zombies. Bajo esta nueva formación aparece en México la recopilación de rarezas y grandes éxitos producidos en los últimos 15 años Gritando amor entre las que destaca la canción Tú eres pop que fue sintonía del programa Diario Pop dirigido por Jesús Ordovás en Radio 3. Sin embargo finalmente adoptan como nombre de esta formación Glitter Klinik y así, en abril de 2008, lanza un nuevo trabajo llamado Beautiful & Nasty que se edita en Alemania y España con un listado de canciones diferente dependiendo de la edición que se adquiera.
Para finalizar la década en 2009, se confirma la muy esperada nueva colaboración entre el tándem Fabio McNamara - Luis Miguélez - Juan Tormento con la publicación del álbum Bye Bye Supersonic. Firmado como Fabio & Glitter Klinik este disco se interpretó como un nuevo Rockstation: una puesta al día de canciones descartadas de dicho álbum en estado de maqueta y que circulaban por internet desde hacía años. Se abrió con el tema Celebritis, grabado vía telefónica entre Madrid y Berlín, y que salió como single digital.

### Años 2010: Vuelta de Glamour To Kill, colaboraciones,Do It Yourself, retirada y reaparición con X-Rated Angels
En 2010 para sorpresa de muchos Glamour To Kill se reactiva con el, hasta 2017, tercer y último disco con esta formación: Creatures Without Soul. Editado por la discográfica alemana Pale Music se trata de un disco muy cuidado pero que no alcanza las expectativas pretendidas. Aparecen como vídeos cuatro canciones de la grabación: Hello, Isolated Myself, I Like Your Boyfriend y, como clip destacado, Superdotada protagonizado por el actor Eduardo Casanova.

Con el grupo Glamour to Kill, junto a mis queridos Antonio Culebras y Juan Tormento, hemos vivido capítulos inolvidables en nuestras vidas. Más tarde encontré el amor y a mi marido y comencé diferentes empresas alejadas del Showbiz. Todas estas razones de vida me obligan a permanecer en Alemania.
Luis Miguélez, sobre Glamour to Kill y su traslado a Berlín (2017) 

En 2010 colabora con Barb@zul un dúo barcelonés de techno pop y estética bear en su debut discográfico Hijos de Adán. Además de participar en el disco con el tema y videoclip Osito de peluche también ejerce como coproductor del mismo.
Paralelamente a la música y, oficialmente, desde el 29 de agosto de 2010 se vuelca en su faceta de artista gráfico, donde combina fotografía, pintura y retoque digital. Bajo el nombre de LM Artrock Lounge organiza y participa en algunas exposiciones en Berlín a lo largo de 2011.
En 2011 desde su estudio en Berlín proyecta la realización de un nuevo disco llamado Do It Yourself. A diferencia de anteriores proyectos en esta ocasión hace partícipe a sus amigos y sus fanes a través de vídeotutoriales que va publicando puntualmente en YouTube y donde se puede ver la gestación del tema Whip Me. Mediante una convocatoria en su perfil de Facebook crea junto a sus fanes la canción Do It Yourself que daría, supuestamente, título al álbum. Convoca además un concurso de remixes y otro de portadas para el sencillo Whip Me que finalmente es publicado en línea sin el soporte de ningún sello discográfico. Tras dicho concurso abandona el proyecto y el álbum no llega a ver la luz.
En 2011 también colabora con la formación Gore Gore Gays en la producción y videoclip del sencillo digital ULTRAviolencia. Posteriormente vuelve a realizar la misma colaboración con Gore Gore Gays junto a Pedro Marín para el sencillo digital El pasajero.
En junio de 2012 junto a su leal Juan Tormento aparecen como dúo bajo el nombre de Die Blondinen. De vida efímera pero intensa participan en las fiestas "Chantal's House of Shame" de Berlín, "Pelucas y Tacones" de Londres y en los orgullos gais de Madrid y de Gijón de dicho año. Sacan algunos temas como Pelucas y tacones, Juego de una noche, Rocky Road y Marilyn Monroe que acompañan con sus correspondientes vídeos oficiales. Finalmente se edita en Alemania el disco Juego de una noche que recopila todos los sencillos creados por el dúo.
El 1 de enero de 2013 Miguélez emite un comunicado a través de Facebook diciendo "adiós al showbizness musical" que muchos interpretaron como una retirada de la música:

Luis Miguélez con la cabeza bien alta dice adios al showbusiness, gracias a todos por vuestro cariño... me siento muy orgulloso de todo lo que he hecho... Que no es poco!!! seguiré haciendo música para mi disfrute personal... la música sigue siendo mi vida pero también tengo muchas otras cosas muy importantes que hacer en esta vida... he sido tocado por la magia y eso es lo que agradezco a los dioses... nos vemos por cualquier puticlub gritando amor! Besos a todos y un brindis de despedida! Muaks!.
Luis Miguélez (2013)

Aunque pocos días después aclaraba dicha marcha desde su blog oficial:

A raíz de mi comunicado el pasado 1 de enero de 2013, he recibido muchos mensajes de apoyo y cariño a través de las redes sociales y también via email, lo cual agradezco enormemente, pero también me han llegado falsas interpretaciones del mismo. En mi comunicado simplemente he anunciado un "adiós al showbiz" y en ningún momento me he referido a "retirarme de la música". [...] Sinceramente no voy a asegurar que "de esta agua no beberé", pero ahora mismo me apetece hacer otras cosas, es parte de mi evolución personal y aquí no hay misterios, rencores ni enfados. Nunca me ha gustado marcharme a la "francesa" ni de una casa ni de una fiesta, por eso decidí escribir un comunicado en facebook y lo hice por respeto a todos los que me han seguido y apoyado siempre. Espero que ahora se aclaren todas las dudas sobre mi "adiós al showbiz".
Luis Miguélez (2013)

A final de año, en octubre de 2013, reaparece junto a Polly Fey y Juan Tormento con un nuevo grupo X-Rated Angels y con un nuevo disco, editado en formato digital y en formato físico, que ve la luz definitivamente en 2014: Fire.

## Discografía

### Con Alaska y Dinarama
- Deseo carnal (1984)
- No es pecado (1986)
- Diez (1987)
- Fan fatal (1989)

### Con Fanny y Los +
- Fanny y Los + (1986)

### Con Fangoria
- Salto mortal (1990)

### Con Metálicos
- Corazón de metal (1991)

### Con McNamara
- A tutti plein (1995)
- Rockstation (2001)

### En solitario
- Guitar Devotion (1999)
- Alto Standing (2001)

### Con Glamour to Kill
- Music pour the ratas (2004)
- Pecados eléctricos (2006)
- Creatures Without Soul (2010)

### Con Luis Miguélez & The Glitters
- Glitter Klinik (2007)

### Con Luis Miguélez & Glitter Klinik
- Gritando Amor (recopilación para México) (2007)

### Con Glitter Klinik
- Beautiful & Nasty (2008)

### Con Fabio & Glitter Klinik
- Bye Bye Supersonic (2009)

### Con X-Rated Angels
- Fire (2014)

### Con Drag is Burning
- Haciendo la Revolución (2019)